# Isidoro II de Constantinopla
Isidoro II de Constantinopla (em grego: Ισίδωρος Β΄ Ξανθόπουλος), dito Xantópulo, foi o patriarca grego ortodoxo de Constantinopla entre janeiro de 1456 e 31 de março de 1462, data de sua morte.

## Vida
Pouco se sabe sobre a vida e o patriarcado de Isidoro. Seu epíteto deriva do mosteiro de Xanthopoulon, em Istambul, do qual ele era membro e onde se tornou um hieromonge, chegando posteriormente até a posição de abade. Ele trabalhou juntamente com o seu antecessor, Genádio II, durante o Concílio de Florença e foi um dos signatários do documento de 1445 contra a reunião das igrejas do ocidente e do oriente. Neste período, Isidoro foi considerado como um "pai espiritual" da comunidade grega de Istambul, sob jugo dos turcos otomanos desde a queda de Constantinopla.
Após a renúncia de Genádio como patriarca em meados de 1456, Isidoro foi eleito para sucedê-lo. Ele obteve a confirmação do sultão Maomé II, o Conquistador e foi consagrado bispo na Igreja de Pamacaristo, a sede do patriarcado desde que a Basílica de Santa Sofia fora convertida em mesquita anos antes.
Seu reinado durou até a sua morte, em 31 de março de 1462.